# NGC 6946
NGC 6946, (nota anche come C 12), è una galassia a spirale posta sul confine tra le costellazioni del Cigno e di Cefeo. Le sue grandi dimensioni apparenti sono dovute alla sua relativa vicinanza alla Via Lattea.

## Osservazione
Si individua con facilità circa 2 gradi a sudovest della η Cephei, a meno di un grado dall'ammasso aperto NGC 6939. Si tratta di una galassia estesa, poco al di là del nostro Gruppo Locale, visibile pure con un binocolo; un telescopio Newtoniano consente però di ammirarne la struttura a spirale, la quale si presenta con quattro bracci luminosi, poco avvolti intorno al piccolo centro; nei bracci sono ben evidenti le regioni in cui l'idrogeno ionizzato (regioni HII) delle sue nebulose indica zone di formazione stellare. Nelle foto a lunga posa si possono pure evidenziare i suoi ammassi globulari più luminosi.

## Caratteristiche
Questa galassia è famosa presso la comunità scientifica col nome di Fireworks Galaxy (Galassia fuochi d'artificio), a causa del numero di supernovae osservate, ben dieci negli ultimi 100 anni (1917A, 1939C, 1948B, 1968D, 1969P, 1980K, 2002hh, 2004et, 2008S e 2017eaw); l'esplosione del 1980, di tipo II, fu la più appariscente, raggiungendo un picco di magnitudine 11,4.
Fra i suoi bracci di spirale si trova un gran numero di regioni HII, ossia nebulose in cui ha luogo la nascita di nuove stelle; all'infrarosso è stato evidenziato che negli ultimi 20 milioni di anni in questa galassia avrebbe avuto luogo un intenso fenomeno di starburst: nei pressi del nucleo vi è un gran numero di stelle giovani e brillanti. Il diametro lineare della galassia sarebbe di circa 58.000 anni luce, e la luminosità è pari a circa 30 miliardi di soli.
NGC 6946 è stata oggetto di uno studio volto a comprendere le origini e l'importanza della polvere interstellare come costituente di molti corpi celesti nell’Universo. Osservazioni spettroscopiche in medio infrarosso effettuate con lo strumento MIRI del telescopio Webb focalizzatesi su due supernove di tipo II hanno evidenziato come a seguito di un collasso stellare e successiva manifestazione di supernova vengono rilasciati volumi di gas caldo che raffreddando a grandi distanze producono notevoli quantità di polvere cosmica.

### Libri
- (EN) Stephen James O'Meara, Deep Sky Companions: The Caldwell Objects, Cambridge University Press, 2003, ISBN 0-521-55332-6.

### Carte celesti
- Tirion, Rappaport, Lovi, Uranometria 2000.0 - Volume I - The Northern Hemisphere to -6°, Richmond, Virginia, USA, Willmann-Bell, inc., 1987, ISBN 0-943396-14-X.
- Tirion, Sinnott, Sky Atlas 2000.0 - Second Edition, Cambridge, USA, Cambridge University Press, 1998, ISBN 0-933346-90-5.
- Tirion, The Cambridge Star Atlas 2000.0, 3ª ed., Cambridge, USA, Cambridge University Press, 2001, ISBN 0-521-80084-6.